# Edward A. Rice Jr.

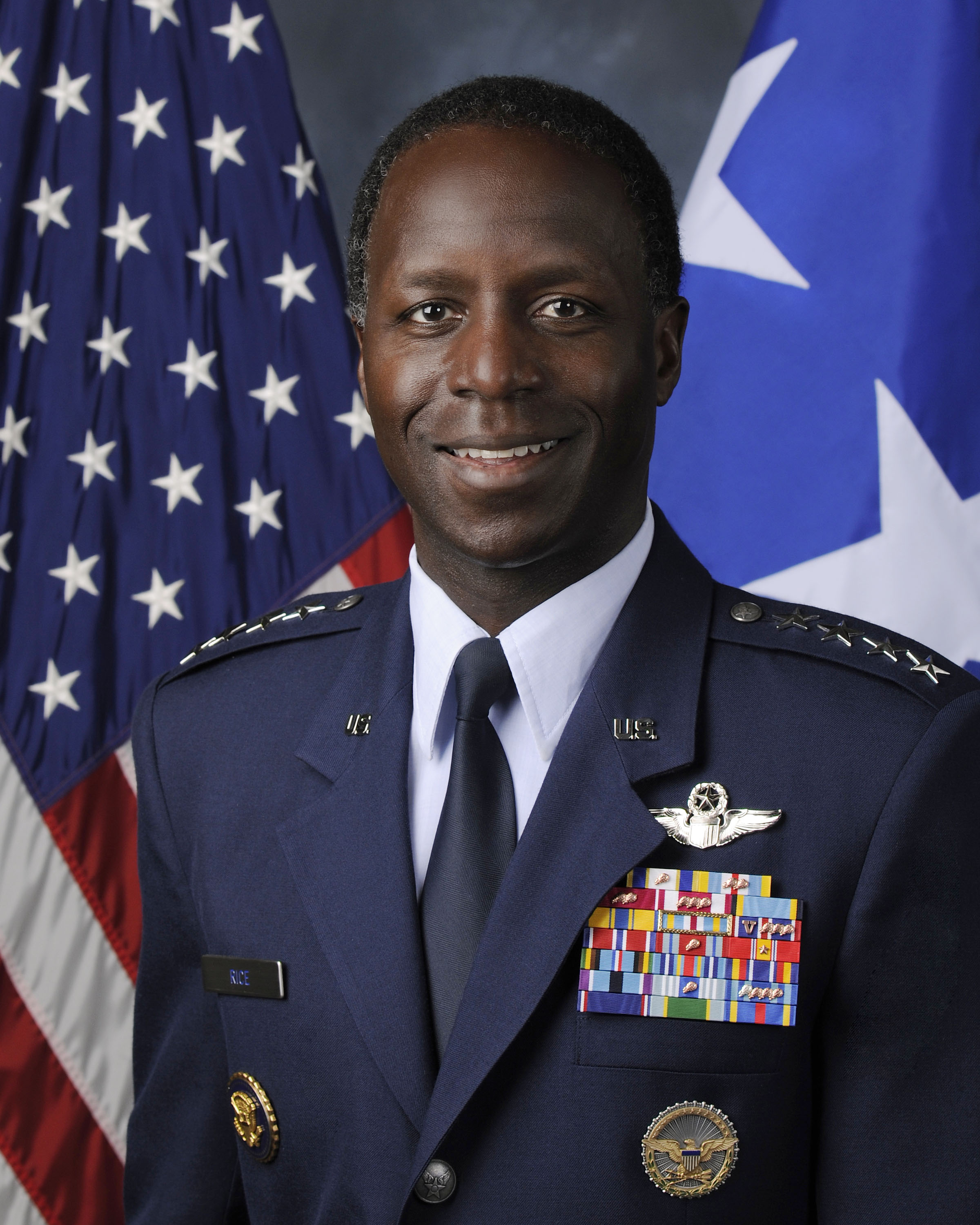
Edward A. Rice Jr. (2010)

Edward Augustus Rice Jr. (* 31. März 1956 in Albuquerque, Bernalillo County, New Mexico) ist ein pensionierter General der United States Air Force. Er war unter anderem Kommandeur des Air Education and Training Commands.
Im Jahr 1978 absolvierte er die United States Air Force Academy in Colorado Springs. Nach seiner Graduation wurde er als Leutnant in das Offizierskorps der Air Force aufgenommen. In der Folge durchlief er alle Offiziersgrade vom Leutnant bis zum Vier-Sterne-General.
Im Lauf seiner militärischen Karriere absolvierte er verschiedene Kurse und Schulungen. Dazu gehörten unter anderem eine Ausbildung zum Kampfpiloten und weitere Fortbildungskurse als Pilot neuer Flugzeugtypen; die Squadron Officer School auf der Maxwell Air Force Base (Maxwell AFB) in Alabama; das Air Command and Staff College (über einen Fernkurs); die Embry-Riddle Aeronautical University; das Naval War College in Newport in Rhode Island; den Joint Force Air Component Commander Course auf der Maxwell AFB und den Joint Flag Officer Warfighting Course, ebenfalls auf der Maxwell AFB. Außerdem erhielt er akademische Grade von der Harvard University.
In seinen frühen Jahren als Offizier der Luftwaffe war er an verschiedenen Stützpunkten in den Vereinigten Staaten stationiert. Dabei war er als Pilot, Flugausbilder oder Stabsoffizier bei unterschiedlichen Einheiten tätig. Dazwischen absolvierte er die erwähnten Schulungen. Als Stabsoffizier war er unter anderem im Hauptquartier der Air Force tätig. Als Oberst kommandierte er zwischen Januar 1996 und Juni 1997 auf der Tinker Air Force Base in Oklahoma die 552nd Operations Group. Anschließend gehörte er bis zum Juni 1999 als Deputy Executive Secretary dem Stab des Nationalen Sicherheitsrats an. Daran schloss sich eine bis zum Mai 2000 währende Versetzung zum Hauptquartier der Luftwaffe an, wo er als Stabsoffizier tätig war.
Anschließend wurde Edward Rice auf die Ellsworth Air Force Base in South Dakota versetzt, wo er zwischen Mai 2000 und Mai 2002 das 28. Bombergeschwader (28th Bomb Wing) kommandierte. Danach war er bis Januar 2004 auf der Randolph AFB in Texas stationiert. Dort leitete er eine Unterabteilung (Air Force Recruiting Service) des Air Education and Training Commands. Zwischen Januar und Dezember 2004 war Rice Stabsoffizier im Verteidigungsministerium der Vereinigten Staaten. Es folgte eine Versetzung zur Andersen Air Force Base auf der pazifischen Insel Guam. Dort kommandierte er zwischen dem 24. Januar und dem 6. Oktober 2005 die 13. Luftflotte.
Anschließend wurde Edward Rice zur Joint Base Pearl Harbor-Hickam auf Hawaii versetzt, wo er zunächst einige Aufgaben im Stab der Pacific Air Forces wahrnahm. Zwischen Oktober 2006 und Februar 2008 war er stellvertretender Kommandeur der Pacific Air Forces. Danach wurde er nach Japan auf die Yokota Air Base versetzt wo er das Kommando über die United States Forces Japan übernahm. Gleichzeitig kommandierte er die ebenfalls in Japan stationierte 5. Luftflotte. Diese Posten bekleidete er zwischen dem 25. Februar 2008 und dem 25. Oktober 2010. Es folgte eine Rückkehr zur Randolph Air Force Base in Texas. Dort übernahm Edward Rice am 17. November 2010 als Nachfolger von Stephen R. Lorenz das Kommando über das Air Education and Training Command. Diese Stelle hatte er bis zum 10. Oktober 2013 inne als Robin Rand seine Nachfolge antrat. Anschließend schied er aus dem aktiven Militärdienst aus.
Während seiner aktiven Zeit als Militärpilot absolvierte Edward Rice über 4000 Flugstunden auf verschiedenen Flugzeugtypen.

## Daten der Beförderungen
| Abzeichen | Rang               | Jahr              |
| --------- | ------------------ | ----------------- |
|           | Second Lieutenant  | 31. Mai 1978      |
|           | First Lieutenant   | 31. Mai 1980      |
|           | Captain            | 31. Mai 1982      |
|           | Major              | 1. April 1986     |
|           | Lieutenant Colonel | 1. April 1990     |
|           | Colonel            | 1. Februar 1994   |
|           | Brigadier General  | 1. Februar 2002   |
|           | Major General      | 1. August 2005    |
|           | Lieutenant General | 25. Februar 2008  |
|           | General            | 17. November 2010 |

## Orden und Auszeichnungen
Edward Rice erhielt im Lauf seiner militärischen Laufbahn unter anderem folgende Auszeichnungen:
- Air Force Distinguished Service Medal
- Defense Superior Service Medal
- Legion of Merit
- Meritorious Service Medal
- Aerial Achievement Medal
- Air Force Commendation Medal
- Joint Meritorious Unit Award
- Air Force Outstanding Unit Award
- Air Force Organizational Excellence Award
- Combat Readiness Medal
- National Defense Service Medal
- Armed Forces Expeditionary Medal
- Global War on Terrorism Expeditionary Medal
- Global War on Terrorism Service Medal
- Humanitarian Service Medal
- Air Force Longevity Service Award

Hinzukommen noch verschiedene Ordensbänder (Ribbons).